# Ailson Silva
Ailson Silva (ur. 9 stycznia 1988 r.) – brazylijski wioślarz.

## Osiągnięcia
- Mistrzostwa Świata U-23 – Račice 2009 – jedynka wagi lekkiej – 2. miejsce[1].
- Mistrzostwa Świata – Poznań 2009 – jedynka wagi lekkiej – 6. miejsce[1].